# Fenyvesd
Fenyvesd (szlovákul Chvojnica) község Szlovákiában, a Trencséni kerületben, a Miavai járásban.

## Fekvése
Miavától 14 km-re északnyugatra, a Chvojnica patak partján fekszik.

## Története
A település egy erdőirtványon adományozott területen keletkezett, első lakói földművesek, állattenyésztők voltak. Baptista temploma 1895-ben épült.
A trianoni diktátumig területe Nyitra vármegye Szenicei járásához tartozott.
Fenyvesd községet 1957-ben 1620 hektáron alakították ki Verbóc, Császkó és Ószombat külterületi részeiből.

## Népessége
| Év:            | 1994. | 2004.   | 2014.  | 2024.   |
| -------------- | ----- | ------- | ------ | ------- |
| Emberek száma: | 428   | 400     | 362    | 329     |
| Eltérés:       |       | -6,54 % | -9,5 % | -9,11 % |

| Év:            | 2023. | 2024.   |
| -------------- | ----- | ------- |
| Emberek száma: | 325   | 329     |
| Eltérés:       |       | +1,23 % |

1961-ben 579-en éltek itt.
1970-ben 566-an lakták.
2001-ben 421 lakosából 412 szlovák volt.
2011-ben 373 lakosából 360 szlovák.

## Nevezetességei
- Baptista temploma 1895-ben épült.
- A község festői környéke vonzza a turistákat.

## Külső hivatkozások
- Községinfó
- Fenyvesd Szlovákia térképén
- Alapinformációk
- Fenyvesd a Berencsi kistérség honlapján Archiválva 2007. szeptember 28-i dátummal a Wayback Machine-ben
- E-obce.sk